# Pleolophus lapponicus
Pleolophus lapponicus är en stekelart som först beskrevs av Thomson 1883.  Pleolophus lapponicus ingår i släktet Pleolophus och familjen brokparasitsteklar. Arten är reproducerande i Sverige. Inga underarter finns listade i Catalogue of Life.